# Brđani (Brus)
Brđani (en serbio cirílico : Брђани) es un pueblo de Serbia, situado en el municipio de Brus, en el distrito de Rasina. En el censo de 2011 contaba con 152 habitantes.

## Demografía
| 1948 | 1953 | 1961 | 1971 | 1981 | 1991 | 2002 | 2011 |
| ---- | ---- | ---- | ---- | ---- | ---- | ---- | ---- |
| 296  | 335  | 337  | 310  | 302  | 240  | 198  | 152  |